# Emília Guiu i Estivilla
Emilia Guiu (Manresa, 21 de març de 1922 – San Diego, 7 de febrer de 2004) va ser una actriu catalana exiliada a Mèxic que esdevingué una llegenda del cinema mexicà. Aparegué en més de seixanta pel·lícules, principalment en les dècades dels anys quaranta i cinquanta del segle xx, durant l'època d'or del cinema mexicà, sobretot fent papers de femme fatale. I també en algunes obres de teatre.

## Carrera artística
Guiu marxa de Catalunya amb la seva família durant la Guerra Civil Espanyola, passa pel camp de concentració francès d’Argelers i finalment es reuneix amb el seu pare a Marsella.
El 1943 arriba a Mèxic com a refugiada amb la seva família i, poc després d'arribar-hi, s'assabenta que un director de cinema contracta emigrants espanyols com a extres per ajudar-los a subsistir. Així és com debuta amb un paper a Flor silvestre (1943). Aquest any 1943 treballa en quinze pel·lícules. El 1944 obté un paper petit a la comèdia de Roberto Rodríguez ¡Viva mi desgracia! com a dona del carceller i altres papers a El abanico de Lady Windermere, sota la direcció de Juan José Ortega, i a El rey se divierte, de Fernando Fonts. El seu primer paper protagonista l'interpreta el 1945 en el musical Club verde, dirigit per Raphael J. Sevilla, on actua al costat d'Emilio Tuero i Celia Montalván. El 1948 grava una de les seves millors pel·lícules, Angelitos negros, al costat de Pedro Infante. El 1961 apareix a Confidencias matrimoniales, la seva última aparició al cinema abans de dedicar-se al teatre. Només torna al cinema el 1983, com a actriu de la pel·lícula Las modelos de desnudos.
Guiu fa la seva última actuació a la telenovel·la mexicana Abrázame muy fuerte el 2000. Mor el 7 de febrer de 2004 a San Diego, Califòrnia.

## Vida personal
Amb 17 anys es retroba amb la seva família a Marsella i decideixen marxar a Mèxic. A l'exili francès es casa amb el també refugiat Manuel Suárez i, quan arriba a Mèxic, ja és mare de l'Emmanuel.
Es casa per segona vegada amb Enrique de la Concha i després amb Guillermo Méndez (amb qui té el seu segon fill, Guillermo). El 1958 es casa amb Abraham Piceno i, quatre anys abans de morir, amb l'enginyer nord-americà William Hieb.
El 1993 va publicar unes memòries que abracen la seva carrera fins al 1958ː Una estrella al desnudo: vida y pecados.

## Filmografia
- Flor silvestre (1943)
- El Rebelde (1943)
- ¡Viva mi desgracia!(1944)
- El Herrero (1944)
- La vida inútil de Pito Pérez (1944)
- Nana (1944)
- El Rosario (1944)
- El médico de las locas (1944)
- El abanico de Lady Windermere(1944)
- El Rey se divierte (1944)
- Nosotros (1945)
- Club verde (a Mèxic, Recuerdo de un Vals) (1945)
- Soy un prófugo (1946)
- Amar es vivir (1946)
- Pervertida (1946)
- Nuestros maridos (1946)
- Mujer contra mujer (1946)
- Bel Ami (a Mèxic, El Buen Mozo o La historia de un canalla) (1947)
- El niño perdido (1947)
- Pecadora (1947)
- La mujer del otro (1948)
- Matrimonio sintético (1948)
- Enrédate y verás (1948)
- Angelitos negros (1948)
- Paz (1949)
- Carta Brava (1949)
- Dos almas en el mundo (1949)
- Mujeres en mi vida (1950)
- Quinto patio (1950)
- Huellas del pasado (1950)
- Furia roja (1951)
- Una viuda sin sostén (1951)
- Buenas noches mi amor (1951)
- Los amantes (1951)
- Monte de piedad (1951)
- Puerto de tentación (1951)
- Radio patrulla (1951)
- Mujeres de teatro (1951)
- Paco el elegante (1952)
- La noche es nuestra (1952)
- Vive como sea (1952)
- Prefiero a tu papá (1952)
- ¡Amor, qué malo eres! (1953)
- La extraña pasajera (1953)
- El último round (1953)
- Píntame angelitos blancos (1954)
- Solamente una vez (1954)
- Sindicato de telemirones (1954)
- De ranchero a empresario (1954)
- Maternidad imposible (1955)
- Ladrones de niños (1958)
- Mujeres encantadoras (1958)
- Señoritas (1959)
- Siete pecados (1959)
- Pancho villa y la Valentina (1960)
- Confidencias matrimoniales (1961)
- Las modelos de desnudos (1983)
- Cacería de un criminal (1984)
- Corrupción (1984)
- Siempre en domingo (1984)
- Abrázame muy fuerte (Sèrie de televisió) (2000)